# ما جديد (إب)
ما جديد هي إحدى قرى الجمهورية اليمنية. تتبع جغرافيا لمحافظة إب وإداريًا لمديرية العدين. يبلغ تعداد سكانها 3432 نسمة حسب الإحصاء الذي أجري عام 2004.